# Emanuel Hoffstedt
Emanuel Hoffstedt, född 1771 i Skänninge, död 7 november 1812 i Linköping, han var en svensk glasmästare och spegelfabrikör i Linköping.

## Biografi
Hoffstedt var son till hovslagarmästaren Martin Christoffer Hoffstedt (död 1776) och Christina Lind. Han blev 1795 gesäll hos spegelfabrikören Niclas Reding i Jönköping. Hoffstedt flyttade 16 maj 1797 till Linköping. Han bosatte sig på Tannefors kvarter 4 i staden.
Emanuel Hoffstedt avled 7 november 1811 i Linköping.

### Familj
Hoffstedt gifte sig 16 oktober 1798 i Linköping med Christina Catharina Udelius (född 1776). Hon var dotter till färgaren Nils Udelius och Nora Westerling i Linköping. Hoffstedt och Udelius fick tillsammans barnen Christina Eleonora (född 1799), Hedvig Charlotta (född 1802), Martin Henrik (född 1804) och Ulrika Cathrina (född 1807).

## Spegelfabrik
Emanuel Hoffstedt fick Kommerskollegiums tillstånd 18 januari 1798 att inrätta en spegelfabrik i Linköping. Efter hans död fortsatte änkan att driva fabriken.

### Produktion
| År   | Speglar (antal) | Värde (summa)           |
| ---- | --------------- | ----------------------- |
| 1798 | 237             | 118,28 daler kopparmynt |
| 1799 | 154             | 175,24 daler kopparmynt |
| 1800 | 410             | 217,32 daler kopparmynt |
| 1801 | 312             | 267,12 daler kopparmynt |
| 1802 | 480             | 257,8 daler kopparmynt  |
| 1803 | 652             | 346 daler kopparmynt    |
| 1805 | 541             | 274,24 daler kopparmynt |
| 1806 | 314             | 281 daler kopparmynt    |
| 1807 | 461             | 260 daler kopparmynt    |
| 1808 | 247             | 161 daler kopparmynt    |
| 1809 | 180             | 207 daler kopparmynt    |
| 1809 | 180             | 207 daler kopparmynt    |
| 1810 | 160             | 192 daler kopparmynt    |
| 1811 | 140             | 200 daler kopparmynt    |
| 1812 | 130             | 205 daler kopparmynt    |
| 1813 | 140             | 325 daler kopparmynt    |